# 赤沢富士
赤沢富士（あかざわふじ）は、茨城県東茨城郡城里町にある標高275.4mの山である。山頂からは、城里町などを望むことができる。この山は、御前山県立自然公園内にある。